# Mika Urbaniak

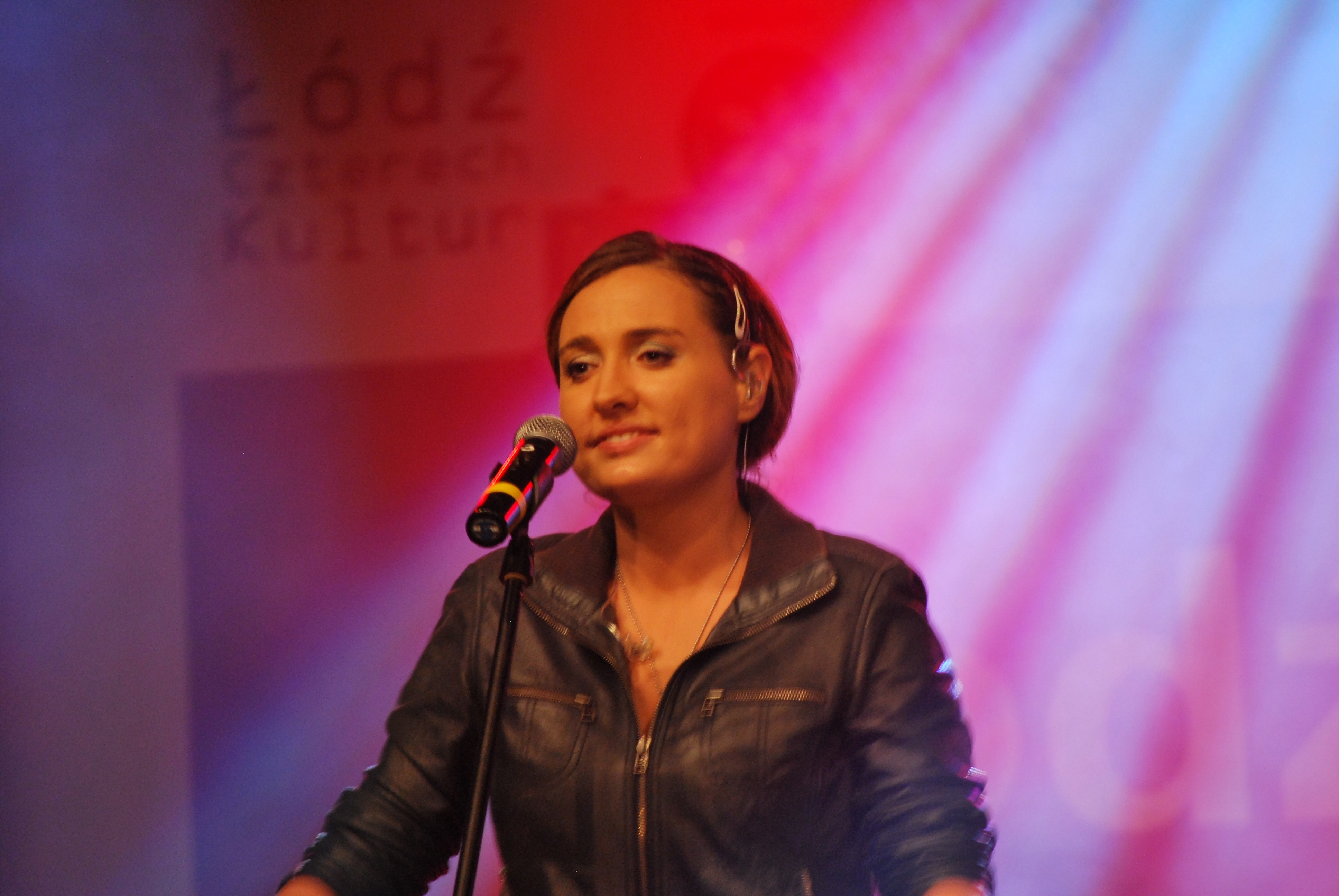
Mika Urbaniak (2012)

Mika Urbaniak (* 1980 in New York City als Michelle Urbaniak) ist eine amerikanische Popsängerin, die vor allem in Polen Karriere machte. Ihr Stil ist eine Mischung aus Pop, Jazz und Hip-Hop.

## Leben und Wirken
Urbaniak wuchs als die Tochter der Jazzmusiker Urszula Dudziak und Michał Urbaniak in den Vereinigten Staaten auf. Sie begann im Alter von 11 Jahren, eigene Lieder zu schreiben. Mit 14 Jahren stand sie zum ersten Mal auf der Bühne. Sie besuchte weiterführende Schulen; es kam aber nicht zum Abschluss.
Seit 2001 lebt Urbaniak in Warschau und London. Ihr Debütalbum Closer wurde am 27. April 2009 bei Sony Music Poland veröffentlicht und erreichte Platz 2 der polnischen Verkaufscharts OLiS. 2010 wurde Closer in Polen mit dem Fryderyk als „Popalbum des Jahres“ ausgezeichnet.
Ihr zweites Album Follow You, das am 24. April 2012 veröffentlicht wurde, erreichte in Polen Platz 12. Ihr Album  Once in a Lifetime folgte 2016. Gemeinsam mit dem britischen Sänger Victor Davies legte sie 2019 das Album Art Pop vor. Außerdem arbeitete sie mit Künstlern wie Adam Bałdych, Michał Urbaniak, Grzegorz Markowski, Mieczysław Szcześniak, Novika, O.S.T.R., Liroy, Kayah und Andrzej Smolik zusammen.